# Траханов Павло Сергійович
Павло Траханов (рос. Павел Траханов, нар. 21 березня 1978, Москва — пом. 7 вересня 2011, Туношна) — російський хокеїст, що грав на позиції захисника.

## Ігрова кар'єра
Професійну хокейну кар'єру розпочав 1995 року.
Протягом професійної клубної ігрової кар'єри, що тривала 17 років, захищав кольори команд ЦСКА (Москва) (Росія), «Сєвєрсталь» (Росія), ХК МВД (Росія)/(КХЛ), «Атлант» (Митищі) (КХЛ), «Локомотив» (Ярославль) (КХЛ).

## Досягнення
- Чемпіонат Європи серед юніорів — 1996.
- Фіналіст Кубка Гагаріна (2) — 2010, 2011.

## Загибель
7 вересня 2011 під час виконання чартерного рейсу за маршрутом Ярославль—Мінськ сталася катастрофа літака Як-42 внаслідок чого загинуло 43 особи з 45-и (після авіакатастрофи вижило лише двоє — хокеїст Олександр Галімов та бортінженер Олександр Сізов, які у важкому стані були госпіталізовані до міської лікарні Ярославля), серед загиблих також був і гравець Павло Траханов.